# Carnival boy
Carnival boy is het debuutsoloalbum van de Amerikaanse zanger-gitarist Tobin Sprout. Het album verscheen op 10 september 1996, dezelfde dag als waarop Robert Pollard's soloalbum Not in my airforce werd uitgebracht. Sprout maakte sinds 1986 deel uit van de indierockband Guided by Voices rond Pollard. De band viel vlak voor de uitgave van het album uit elkaar. Label Matador gaf de albums expres op dezelfde dag uit zodat beide tegelijk gerecenseerd zouden worden.
Het viel Nathan Bush van AllMusic op dat er gelijkenissen te horen zijn tussen Carnival boy en het werk van de band: "It's not all that surprising that Tobin Sprout's solo debut, Carnival Boy, sounds remarkably similar to Guided by Voices. Sprout was as responsible for GBV's lo-fi, jangly art-rock as Robert Pollard, helping push his partner toward the group's distinctive sound." Pollard en GBV-drummer Kevin Fennell verleenden instrumentale ondersteuning aan het album.

## Tracklist
Alle muziek en teksten zijn geschreven door Tobin Sprout. 
| Nr. | Titel                              | Duur |
| --- | ---------------------------------- | ---- |
| 1.  | The natural alarm                  | 2:59 |
| 2.  | Cooler jocks                       | 1:16 |
| 3.  | E's navy blue                      | 2:43 |
| 4.  | The bone yard                      | 1:17 |
| 5.  | Carnival boy                       | 2:48 |
| 6.  | Martin's mounted head              | 2:17 |
| 7.  | Gas daddy gas                      | 2:20 |
| 8.  | To my beloved Martha               | 2:09 |
| 9.  | White flyer                        | 1:43 |
| 10. | I didn't know                      | 2:33 |
| 11. | Gallant men                        | 1:26 |
| 12. | It's like soul man                 | 2:34 |
| 13. | Hermit stew                        | 2:01 |
| 14. | The last man well known to kingpin | 2:23 |

## Personeel
- Tobin Sprout, zang, gitaar
- Robert Pollard, gitaar (#3)
- John Shough, piano (#14)
- Kevin Fennell, drums
- Pete Jamison, overig